# Dumești, Hunedoara
Dumești este un sat în comuna Vorța din județul Hunedoara, Transilvania, România.

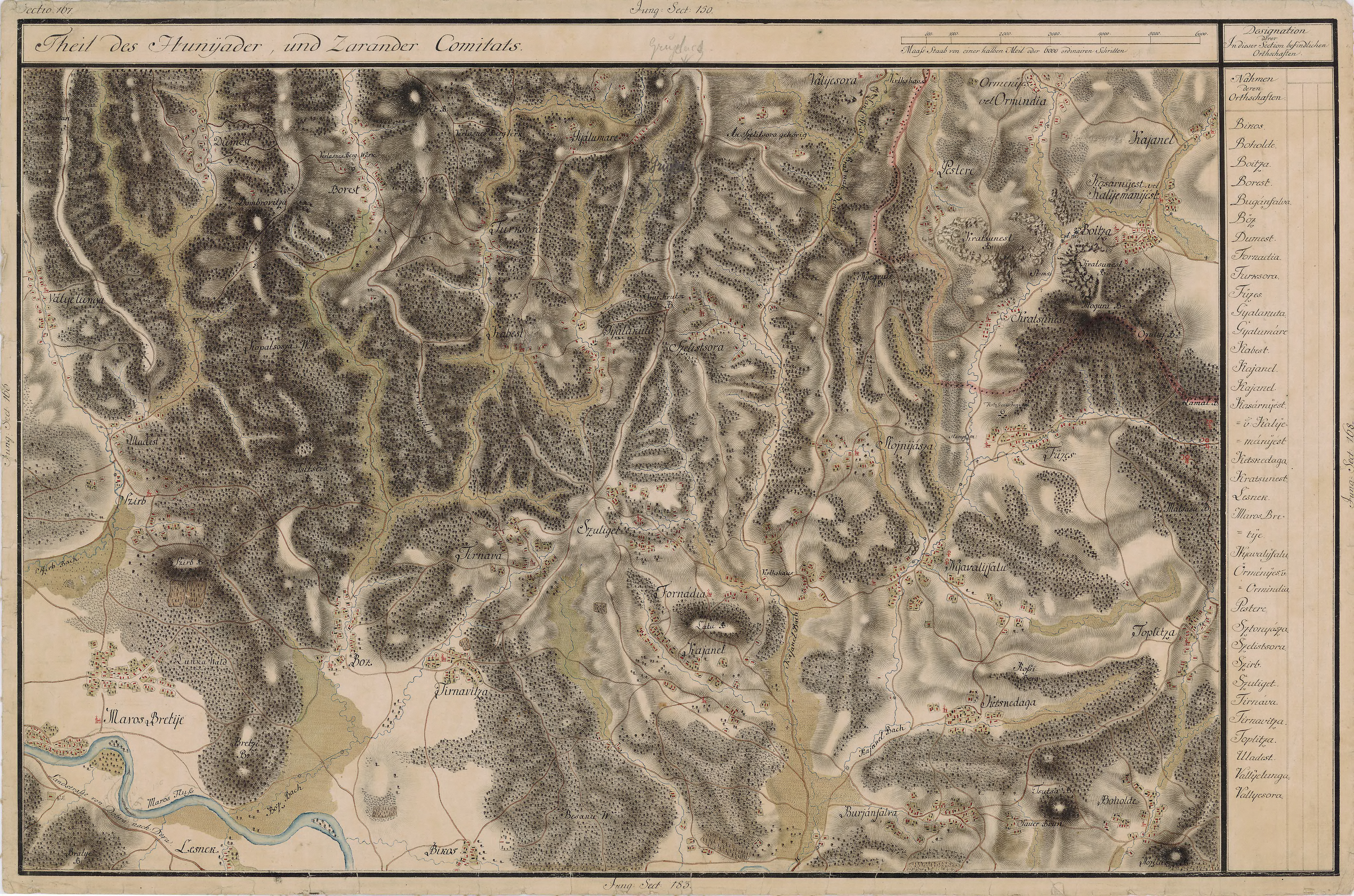
Dumești în Harta Iosefină a Transilvaniei, 1769-1773